# Texas Tornado
Texas Tornado var ett amerikanskt juniorishockeylag som spelade i North American Hockey League (NAHL) mellan 1999 och 2013, när ägaren CSH International, Inc. sålde laget till Texas Hockey Partners, LLC. THP flyttade laget till North Richland Hills i Texas och blev Lone Star Brahmas. De spelade sina hemmamatcher i inomhusarenan Dr Pepper Arena, som har en publikkapacitet på 6 000 åskådare vid ishockeyarrangemang, i Frisco i Texas. Tornado vann Robertson Cup fem gånger, som delas ut till det lag som vinner NAHL:s slutspel, för säsongerna 2000–2001, 2003–2004, 2004–2005, 2005–2006 och 2011–2012.
De har fostrat spelare som Ben Bishop, Stéphane Da Costa, Al Montoya, Dylan Reese, Dave Spina och Matt Tennyson.